# Lijst van rijksmonumenten in Cadier en Keer
De plaats Cadier en Keer telt 20 inschrijvingen in het rijksmonumentenregister. Hieronder een overzicht.
| Object | Oorspronkelijke functie?  | Bouwjaar                                            | Architect | Locatie                                     | Coördinaten?                  | Nr.?   | Afbeelding        |
| --- | ------------------------- | --------------------------------------------------- | --------- | ------------------------------------------- | ----------------------------- | ------ | ----------------- |
| Blankenberg | Kasteel, buitenplaats     | ca. 1825                                            |           | Blankenberg 1                               | 50° 49' 15" NB, 5° 47' 8" OL  | 34651  | Meer afbeeldingen |
| Hoeve om binnenplaats | Boerderij                 | 1825 (sluitsteen)                                   |           | Blankenberg 3                               | 50° 49' 15" NB, 5° 47' 11" OL | 34652  | Meer afbeeldingen |
| Hoeve van baksteen om gesloten binnenplaats, thans gepleisterd                                                                           | Boerderij                 | 1760/1764 (poorten)                                 |           | Kerkstraat 139                              | 50° 49' 42" NB, 5° 45' 53" OL | 34653  | Meer afbeeldingen |
| Hoeve van mergel en baksteen om binnenplaats                                                                                             | Boerderij                 | 17e-18e eeuw (hoeve) 1617 (inwendige schouw)        |           | Kerkstraat 76                               | 50° 49' 40" NB, 5° 46' 6" OL  | 34654  | Meer afbeeldingen |
| Meussenhof | Boerderij                 | 1711 (poortsluitsteen)                              |           | Kerkstraat 80                               | 50° 49' 40" NB, 5° 46' 7" OL  | 34655  | Meer afbeeldingen |
| Toren | Kerk en kerkonderdeel     | 12e eeuw (toren) laatste kwart 16e eeuw (bovenbouw) |           | Kerkstraat 86                               | 50° 49' 39" NB, 5° 46' 10" OL | 34656  | Meer afbeeldingen |
| Hoeve om naar voren open binnenplaats | Boerderij                 | 17e eeuw en later                                   |           | Kerkstraat 98                               | 50° 49' 39" NB, 5° 46' 15" OL | 34657  | Meer afbeeldingen |
| Hoeve van baksteen om gesloten binnenplaats                                                                                              | Boerderij                 | 1700 en later (hoeve) 1617 (inwendige schouw)       |           | Kerkstraat 142                              | 50° 49' 34" NB, 5° 46' 26" OL | 34658  | Meer afbeeldingen |
| Bakstenen woonhuis, vermoedelijk vroeger kapelanie                                                                                       | Woonhuis                  | laatste helft 18e eeuw                              |           | Limburgerstraat 99                          | 50° 49' 43" NB, 5° 46' 9" OL  | 34659  | Meer afbeeldingen |
| Langgerekte hoeve van mergel en vakwerk                                                                                                  | Boerderij                 | eerste kwart 19e eeuw                               |           | Rijksweg 46                                 | 50° 49' 40" NB, 5° 45' 41" OL | 34660  | Meer afbeeldingen |
| Voormalig tolhuis | Woonhuis                  | 1825                                                |           | Rijksweg 87                                 | 50° 49' 36" NB, 5° 46' 11" OL | 34661  | Meer afbeeldingen |
| Romeinse villa Backerbosch | Archeologisch monument    | Romeinse tijd                                       |           | Terrein Missiehuis en golfbaan, Rijksweg 15 | 50° 50' 22" NB, 5° 45' 15" OL | 45803  | Meer afbeeldingen |
| Vakwerkhuis (oorspronkelijk boerderij) op L-vormige plattegrond, zonder verdieping en onder met rode Hollandse pannen gedekte zadeldaken | Boerderij                 | midden 18e eeuw                                     |           | Dorpsstraat 45                              | 50° 49' 41" NB, 5° 45' 23" OL | 46785  | Meer afbeeldingen |
| Eenvoudig vakwerkhuis op L-vormige plattegrond, zonder verdieping en onder met blauwe muldenpannen gedekte zadeldaken                    | Boerderij                 | 19e eeuw                                            |           | Kerkstraat 165                              | 50° 49' 40" NB, 5° 46' 16" OL | 46786  | Meer afbeeldingen |
| Lourdesgrot | Vanwege onderdelen kerk   | 1892                                                |           | Rijksweg 15, Terrein Missiehuis             | 50° 50' 11" NB, 5° 45' 16" OL | 491714 | Meer afbeeldingen |
| Kruiswegstaties | Vanwege onderdelen kerk   | 1915                                                |           | Rijksweg 15, Terrein Missiehuis             | 50° 50' 11" NB, 5° 45' 16" OL | 491720 | Meer afbeeldingen |
| Kerkhofkapel | Kapel                     | 1910                                                |           | Terrein Missiehuis, Rijksweg 15             | 50° 50' 11" NB, 5° 45' 16" OL | 491726 | Meer afbeeldingen |
| 't Keerhoes | Bestuursgebouw en onderdl | 1878                                                |           | Limburgerstraat 78                          | 50° 49' 43" NB, 5° 46' 2" OL  | 491748 | Meer afbeeldingen |
| Huize Sint Gerlach | Gezondheidszorg           | 1915                                                |           | Pater Kustersweg 24                         | 50° 50' 17" NB, 5° 45' 0" OL  | 491754 | Meer afbeeldingen |
| Berg & Dal | Woonhuis                  | 1912                                                |           | Rijksweg 5A                                 | 50° 50' 15" NB, 5° 45' 8" OL  | 491760 | Meer afbeeldingen |
| Hardstenen wegkruis met in en uitgezwenkte balkeinden, ter herinnering aan een ongeval in 1840.                                          | Gebouw                    | 1840                                                |           | Trichterweg, bij Rijksweg                   | 50° 50' 20" NB, 5° 45' 2" OL  | 28062  | Upload foto       |